# Palazzo Castellani (Florença)
O Palazzo Castellani é um palácio de Florença que se encontra na Piazza dei Giudici, logo por trás da esplanada da Galleria degli Uffizi. Actualmente, o severo edifício medieval de três andares hospeda o Museu de História da Ciência (Museo Galileo-Istituto e Museo di Storia della Scienza) de Florença, onde se conserva uma das mais importantes colecções científicas a nível nacional e internacional.

## História

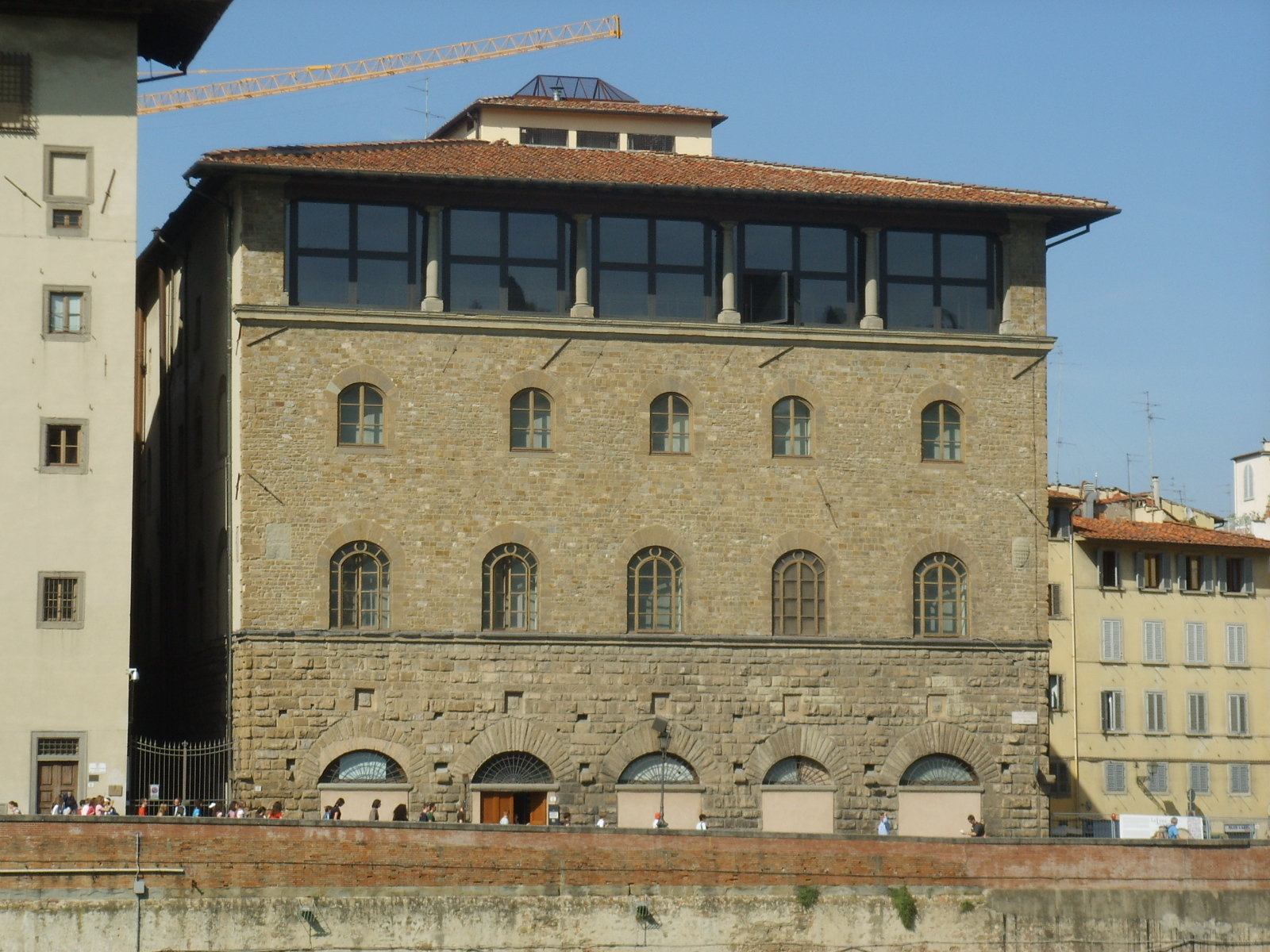
Fachada do Palazzo Castellani voltada para o Arno.

O Palazzo Castellani surge no sítio do antiquíssimo Castello d'Altafronte, satado de finais do século XI, que era a fortaleza que protegia o porto fluvial no Arno e fazia parte da cerca antiga das muralhas de Florença. 
O nome deriva da família Altafronte, que o deteve até 1180, quando foi cedido à poderosa família gibelina dos Uberti. Em seguida, danificado pela inundação de 1333 e então profundamente alterado, passou aos Castellani, que ali edificaram o palácio actual. Entre 1574 e 1841, o edifício hospedou os Giudici di Ruota (Juízes de Roda), aos quais pertencem as insígnias murais próximas da entrada do palácio: por esse motivo, por vezes também é indicado como Palazzo dei Giudici, não se devendo, no entanto, confundir com o Palazzo dell'Arte dei Giudici e Notai na Via del Proconsolo. O nome giudici di ruota deriva do facto de serem escolhidos em rotação entre os laureados em leis e aqueles que despachavam as causas civis. 
O palácio foi objecto dum pesado restauro na primeira metade do século XIX e, por um certo período, hospedou a colecção de manuscritos da Biblioteca Nacional, até à década de 1920. 
Entre as prestigiosas instituções que tiveram sede no palácio não se podem esquecer a Accademia della Crusca e a Deputazione di Storia Patria (Delegação da História Pátria) para a Toscânia. 

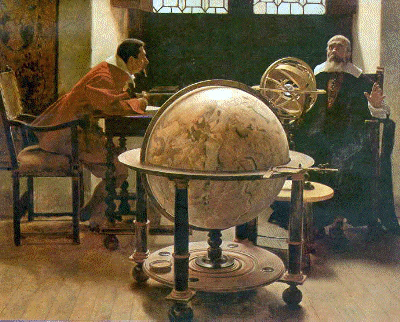
Galileu e Viviani.

A partir de 1930, o domínio público, ao qual pertence o palácio, concedeu-o ao Istituto e Museo di Storia della Scienza (Instituto e Museu de História da Ciência), que hoje ocupa todo o edifício. Em 1939 foi restaurado pelo arquitecto Francesco Leoni.
Por ocasião de alguns trabalhos de restauro ocorridos entre 2002 e 2003, foram descobertos na meia-cave quatro poderosos arcos de fundação em pedra do Castello d'Altafronte, datados da Idade Média.
Interessante é a galeria no último piso com vista para o Arno, hoje tapada com vidraças

## O Museu Galileo

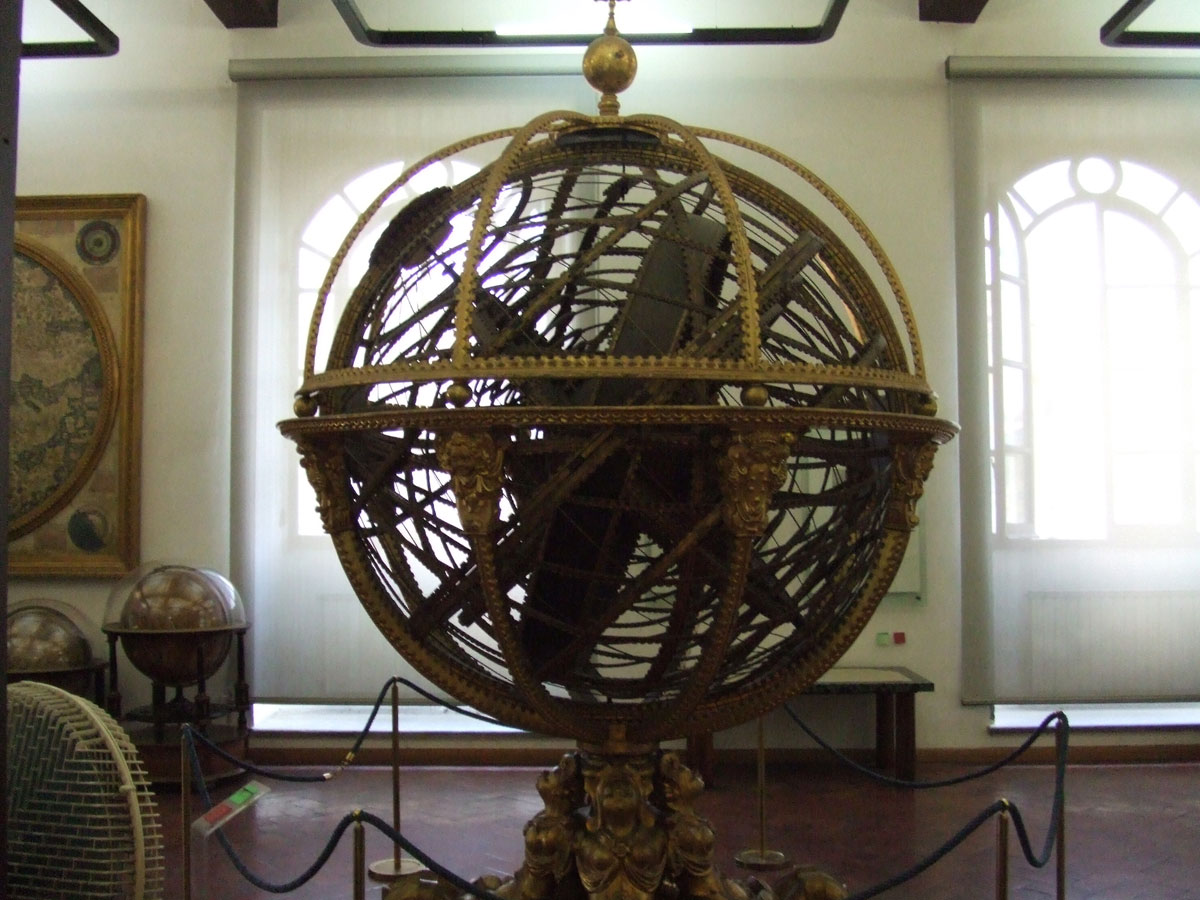
A esfera armillar.

O museu foi inaugurado em 1930 e recolhe preciosos instrumentos científicos, em parte provenientes das colecções mediceas em tempos expostas no museu La Specola - um polo do Museu de História Natural de Florença instalado no Palazzo Torrigiani, vizinho do Palazzo Pitti - em parte das colecções do Arcispedale di Santa Maria Nuova e em parte de outras fontes através de aquisições e doações.
Se, de facto, o ramo dos Médici de Lourenço o Magnífico e Cosmo de Médici tinha uma grande predilecção pelo mecenato artístico, o ramo dos grão-duques, chegado ao poder com Cosme I em 1537, protegeu e estimulou as ciências.
Os objectos e os instrumentos expostos cobrem um arco de tempo que vai do Renascimento ao século XIX. Embora inicialmente a exposição fosse uma pura exibição de memórias (cimeli - como os famosos binóculos de Galileo), depois da reordenação que se seguiu à inundação de Florença de 1966 e da renovação de 1991, hoje assumiu a fisionomia de um verdadeiro instituto científico de pesquisa para estudiosos italianos e estrangeiros, enriquecido, ainda, por uma importante biblioteca.

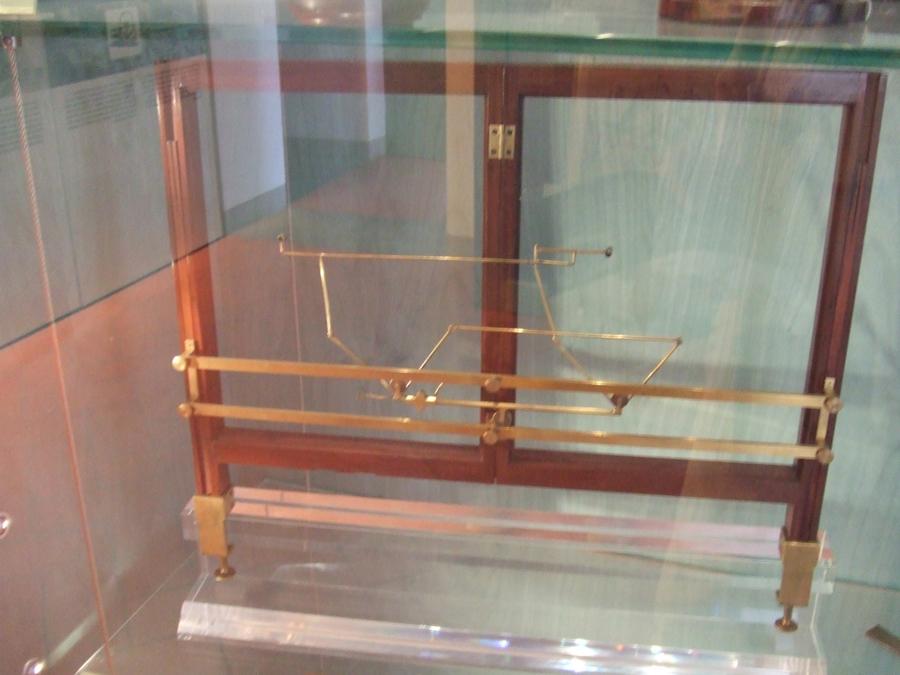
O perpectógrafo.

A exposição articula-se segundo critérios temáticos em vinte salas. Além dos já citados binóculos pertencente ao ilustre cientista pisano Galileo Galilei, o museu conserva também o termoscópio, o compasso geométrico militar, o plano inclinado e um primitivo "microscópio", todos usados pelo inventor do método científico nas suas múltiplas experiências.
Fundamentais são, ainda, os instrumentos da florentina Accademia del Cimento, fundada em 1657, com instrumentações para experiências sobre a termodinâmica, o vazio, o som e a complexidade dos líquidos.
Uma das salas maiores contém uma colecção de antigos mapas-mundo e esferas celestes, com uma grandiosa esfera armilar em madeira esculpida e dourada utilizada para complexos cálculos astronómicos, realizada por Antonio Santucci entre 1588 e 1593.
O museu também é rico em muitos outros instrumentos provenientes de vários países e épocas, incluindo uma série de divertissment (divertimentos) científicos da corte grã-ducal, como as máquinas criadoras de ilusões ópticas, jogos de lentes e, ainda, um singular aparelho que revelava a pureza dos diamantes, embora destruindo-os bastante porque agia no carbono do qual são compostos, provocando uma combustão irreparável.